# Серфінг

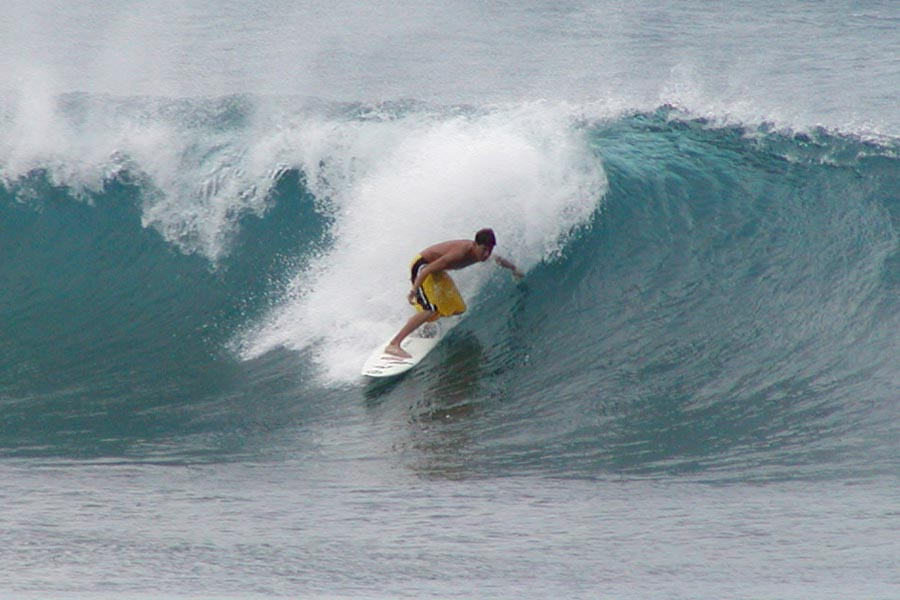
Серфінгіст (Оаху, Гаваї)

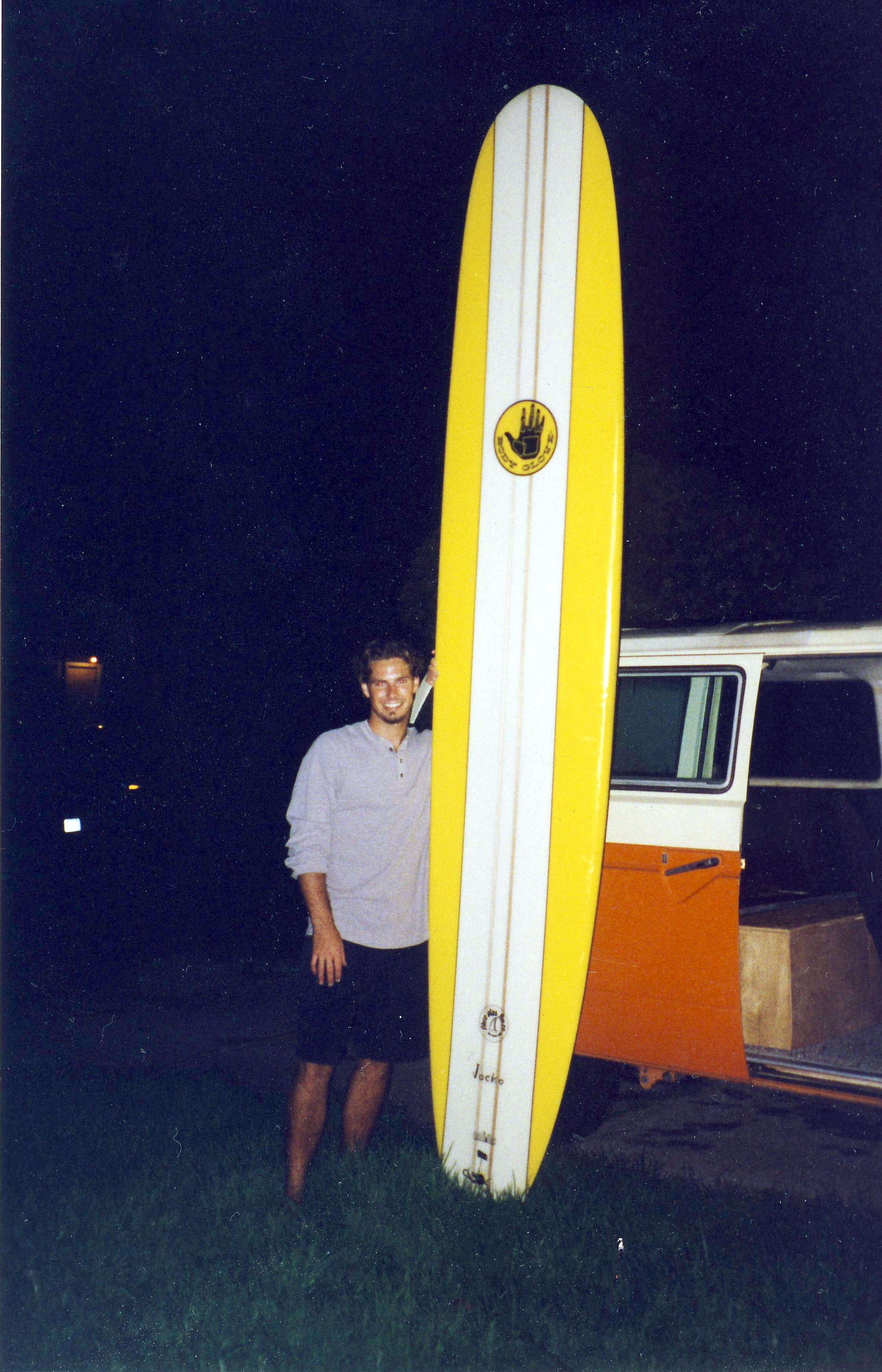
Дошка для серфінга довжиною 3,4 м

Серфінг (англ. surfing) — водний вид спорту, особливо популярний у Каліфорнії (США) і на Гаваях. Завдання спортсмена — піймати хвилю, що йде до берега, і проїхати на її гребені на спеціальній плоскій дошці з невеликим кілем (лежачи або стоячи). Використовуються й інші засоби: каяк, серф-лижі, власне тіло (бодісерфінг) тощо.
Серфінг зародився на Гаваях як частина давнього релігійного обряду, якого дотримувалася гавайська знать. Під впливом місіонерів з Європи він був майже повністю забутий до 1820-x і відроджений в 1920-х, коли олімпійський чемпіон з плавання, гаваєць Дюк Каханамоку заснував клуб серфінгу у м. Вайкікі на Гаваях (Пляж Вайкікі). Увійшов у моду в 1960-х, породивши цілий ряд висловів, заснованих на термінах і жаргоні серфінгу: наприклад, «to hang ten» (="проїхати на дошці стоячи так, щоб усі десять пальців ніг звисали з переднього краю дошки") стало означати «зробити відчайдушний вчинок», а «to be wiped out» (="бути змитим") стало синонімом провалу.

## Історія
Історія серфінгу почалася на Гавайських островах більше ніж сто років тому. У ті далекі часи це було благородне заняття, доступне не багатьом. Гавайські королі та королеви також неподільно правили на воді, як і на суші. Вони робили все можливе, щоб серфінг був тільки їхнім привілеєм, щоб ця розвага була не доступна для простих людей. Спроби людей посягнути на те, що вважалося надбанням королів, жорстоко каралися смертю. Перші дошки робилися з цільного дерева, і тільки вузьке коло посвячених володіло цим мистецтвом.
Гавайські персони королівської крові могли собі дозволити влаштовувати катання на хвилях з великим розмахом. У них були власні шамани, які закликали великі хвилі. Гігантські дошки, на яких каталися королі були такими важкими, що їх залишали на пляжі — ніхто не хотів носити їх додому і назад, і вже тим більше, нікому було просто не під силу їх вкрасти. Регулярно влаштовувалися змагання, на яких розгоралися жаркі баталії. Сотні глядачів збиралися на березі, роблячи ставки на переможців.
Поява на Гавайях «білих людей» з їх жорсткими християнськими догмами мало не призвело до загибелі серфінгу, який втратив своє благородство і престиж.

### XIX століття
У 19-му столітті інтерес до серфінгу значно ослаб. Цей вид спорту майже повністю зник на Таїті і в Новій Зеландії, але як і раніше продовжував існувати на Гаваях. Причиною такого занепаду стало пришестя на острови іноземців, які принесли з собою свою культуру, традиції і звички, в тому числі і спортивні.
У період з 1895 по 1899 рр. одним з найдосвідченіших серферів вважалася гавайська принцеса Каіулані. Вона каталася на довгих дошках, що виготовлялися з дерева вілі-вілі. Принцеса Каіулані була останньою представницею старої школи Вайкікі. Будучи племінницею короля Калакауа і королеви Літімо, а також дочкою губернатора Арчібальда Клегорна і принцеси Міріам Лікелік, вона залишила Гаваї і поїхала до Англії, щоб отримати гідну освіту. Після закінчення навчання вона відправилася подорожувати по Європі разом з батьком. Суспільство захоплювалося їй як хорошим лінгвістом, музикантом, художником, серфером і плавцем. Вона часто демонструвала європейцям своє катання, відкриваючи їм «новий» вид спорту.

### XX століття
Продовжуючи свій розвиток, історія серфінгу пережила справжнє відродження протягом п'ятирічного періоду з 1903 по 1908 рр. У цей час серфінг знаходить гарячу підтримку в особі багатьох ентузіастів, одним з яких був Дьюк Каханамоку.
Наступний період в історії серфінгу почався, коли Джордж Фріт прибув до Редондо-Біч (Каліфорнія), щоб брати участь серф-шоу, організованому в рекламних цілях для просування залізниці з Редондо у Лос-Анджелес.
У ті роки були й інші ентузіасти — і вроджені гавайці, і люди європейської раси, які були настільки захоплені серфінгом, що організовували цілі клуби. Серфінг набирав популярність у міру того як відроджувалося стародавнє мистецтво виготовлення дощок — з'являлися нові форми, використовувалися різні сорти деревини. Фріт та Дьюк, одного разу врятували людей з перекинутої яхти за допомогою дошки для серфінга, стали першими серф-майстрами, зайнявшись розробкою форм дощок і пошуком нових матеріалів.
Поліпшення маневреності дало серферам можливість для більш захоплюючого катання — як для них самих, так і для глядачів.
Дьюк Каханамоку був першою людиною, що відкрив мистецтво катання на серфі для австралійців. Він брав активну участь у змаганнях і шоу, саме його зусилля стали ключовими в перетворенні серфінгу в міжнародний вид спорту.
Не можна не відзначити і ще один важливий момент. Під час поїздки на Гаваї Піт Петерсон виявив дошку, що важила всього 30-40 фунтів (13,6-18 кг). З цього моменту починається використання бальзових дощок і в 1937 р з'являються перші комерційні серфи. Найнятий для розробки форми комерційних дощок Уайти Гаррісон використовувати бальзам і червоне дерево, з'єднуючи шари водонепроникним клеєм, який був розроблений під час Першої світової війни.
Друга світова війна призупинила розвиток серфінгу як в Каліфорнії, так і на Гавайях, оскільки на узбережжі розміщувалися об'єкти протиповітряної оборони, відгороджені парканами з колючого дроту. Лише кілька серферів продовжували роботу над вдосконаленням дощок. Незважаючи на обмеження можливостей для катання, Друга світова війна, тим не менш, теж внесла істотний внесок у розвиток цього спорту. Причиною тому стала активна розробка нових хімічних технологій, що викликали появу смол, пінопласту і скловолокна. Після закінчення війни Брант Голдсворті, власник компанії з виробництва пластмас у Лос-Анджелесі, надав Піту Петерсону матеріали для виготовлення першої дошки сучасного виду.
Серфінг розвивався і процвітав на Південному узбережжі Каліфорнії. Організація комерційного виробництва дощок і повоєнний поліпшення добробуту населення дозволили купувати серфи багатьом молодим людям. П'ятдесяті роки XX століття стали казковим початком сучасної історії серфінгу.

### XXI століття

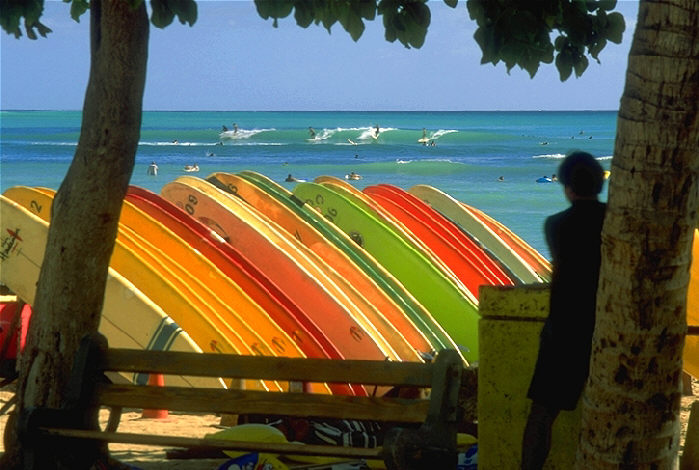
Пляж у м.Вайкікі

Комп'ютери та матеріали епохи активного підкорення космосу — все це має саме безпосереднє відношення до тих дощок, які використовуються сьогодні. Безліч серф-майстрів продовжує працювати над поліпшенням форми і зниженням ваги серфу. Визначившись із стилем катання, ви можете тепер без зусиль знайти серф, який дозволить розвинути і поліпшити ваші вміння та здібності. Короткі або довгі, лежачі або ковзаючі дошки — ось далеко не повний перелік того, що сьогодні пропонується на вибір досвідченому серферу. Їх можна використовувати для розваг і відпочинку, або вдосконалити свої навички до «екстремальних» висот, щоб взяти участь у змаганнях разом з найкращими спортсменами світу.

## Зимовий серфінг

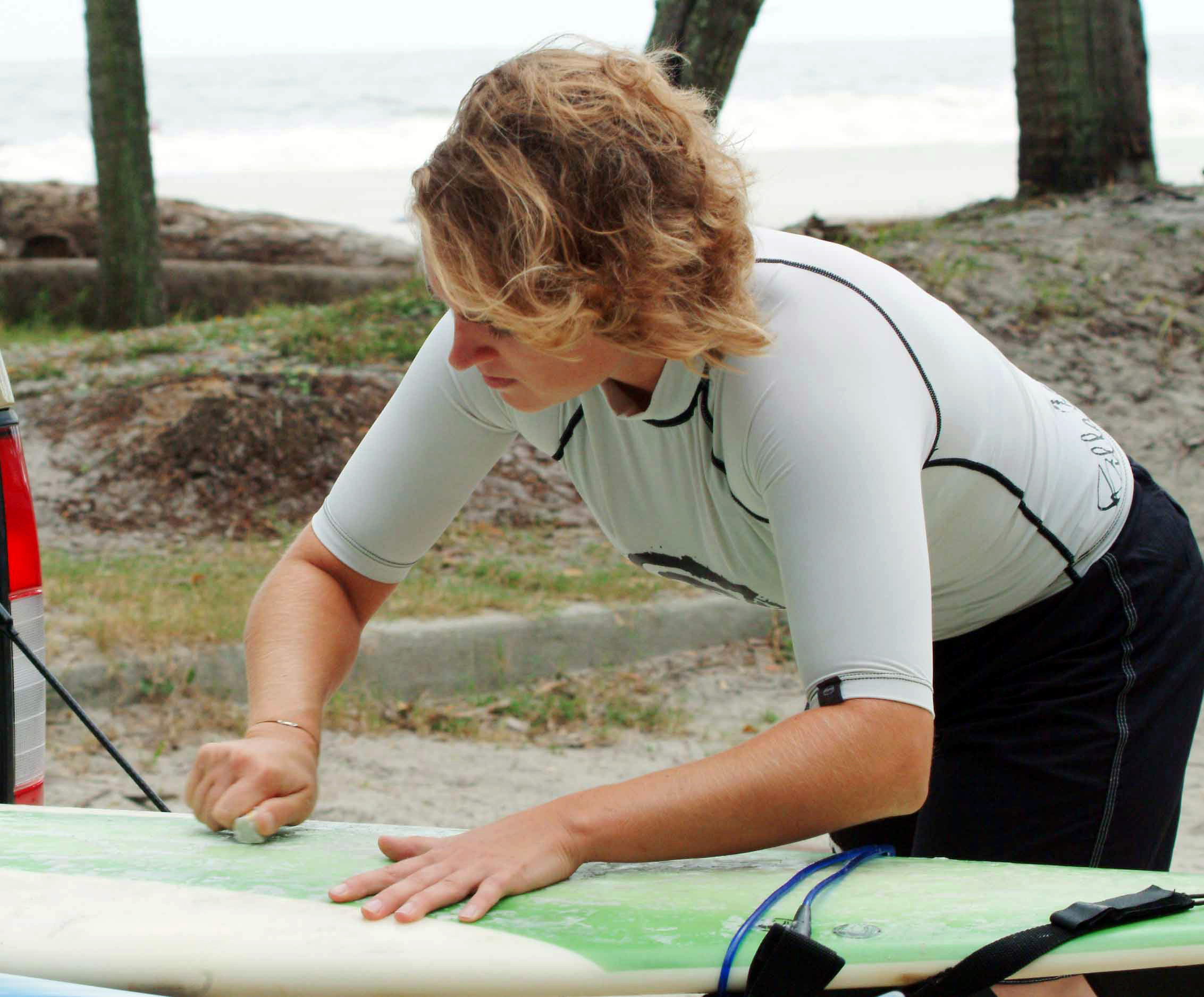
Чистка дошки

Справжні професіонали водних видів спорту з настанням холодів не закидають дошку в дальній кут, а навпаки, витягують максимум можливостей.
Багато американських серферів глибоко переконані, що для США в цілому і для Каліфорнії зокрема найкращі умови для катання встановлюються саме в прохолодний зимовий сезон.
Зимова Каліфорнія — казка для досвідченого серфера. Розкішні хвилі приходять з північного та західного напрямків і м'яко лягають на берег. Вітер дме з каньйонів у бік океану, створюючи чудові умови для серфінгу. Незважаючи на прохолодну воду, хороший гідрокостюм і розважливе ставлення до справи дозволяють не повертатися на берег годинами.

## Правила серферів

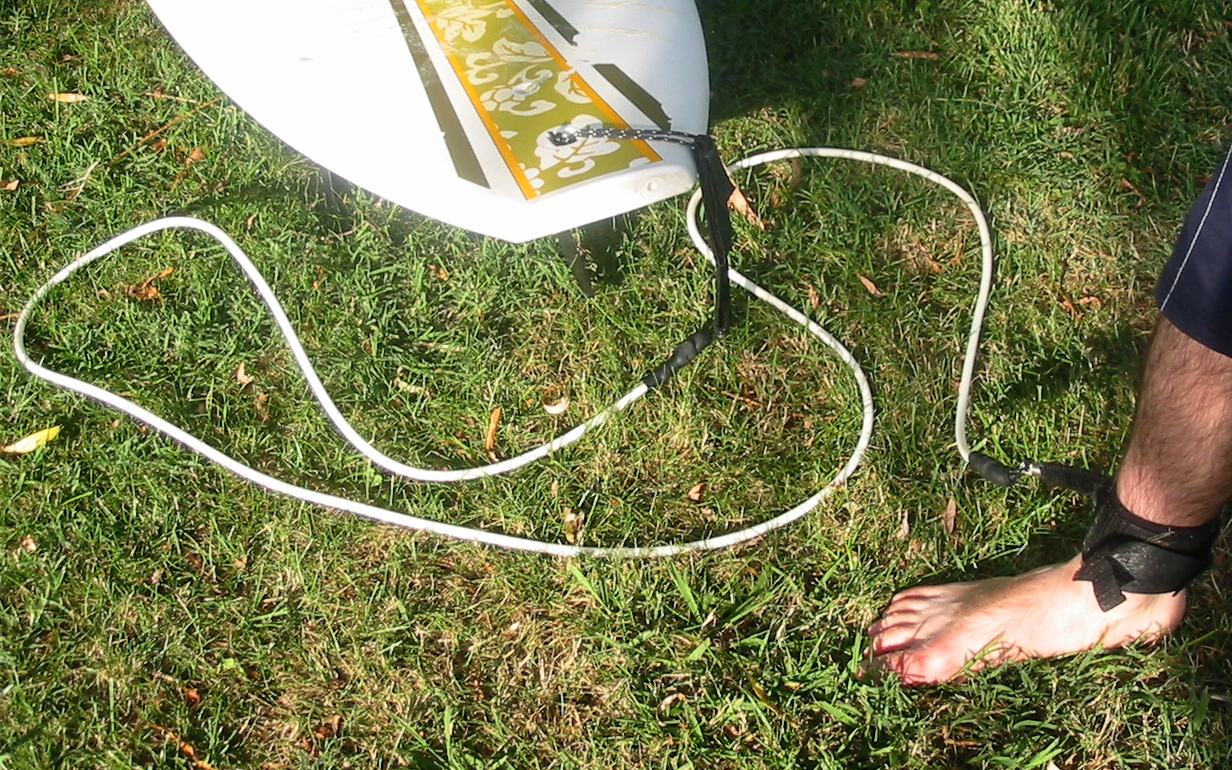
Лиш (мотузка на дошці)

Як і в будь-якій сфері нашого життя, будь то дорожній рух або етикет, у серферів є свої правила, свій кодекс або просто норми поведінки, засновані на здоровому глузді, на повазі до людей, до себе і до навколишньої природи.

### Правила безпеки
- Використовуйте сонцезахисний крем, навіть, коли похмура погода (у тропіках), можна обгоріти.
- При вході у воду тримайте дошку збоку від себе двома руками, носом до хвилі. Не тримайте її поперек хвилі і не ставте перед собою, бо хвиля може вас вдарити власною дошкою.
- Не тягніть дошку за собою за лиш (мотузка на дошці). Це стосується переважно новачків. Тому що сильна хвиля може різко смикнути дошку і вибити вам плече або пальці.
- При падінні з дошки, прикривайте голову. Якщо ви катаєтеся там, де мілко не падайте вниз головою. Падайте тазом або вниз ногами.
- Якщо вас накрила потужна хвиля. Розслабтеся, згрупуйтеся (по можливості) і дочекайтеся поки вас перестане крутити. Чим спокійнішими ви будете, тим більше кисню заощадите. Після того, як ви відчуєте, що хвиля вас відпустила, можна почати спливати.
- Після падіння, при виринанні прикривайте голову руками. Пам'ятайте про небезпеку вашої дошки поруч.

## Додатково
У листопаді 2011 року серфер Гаррет Макнамара, який проживає на Гаваях, побив світовий рекорд з серфінгу на гігантських хвилях: 23,8 м на пляжі ду Норте в Назаре, Португалія.